# Ginglymostoma cirratum
La nutrice o squalo nutrice (Ginglymostoma cirratum (Bonnaterre, 1788)) fa parte della famiglia Ginglymostomatidae.
Può raggiungere i 4,3 metri di lunghezza.

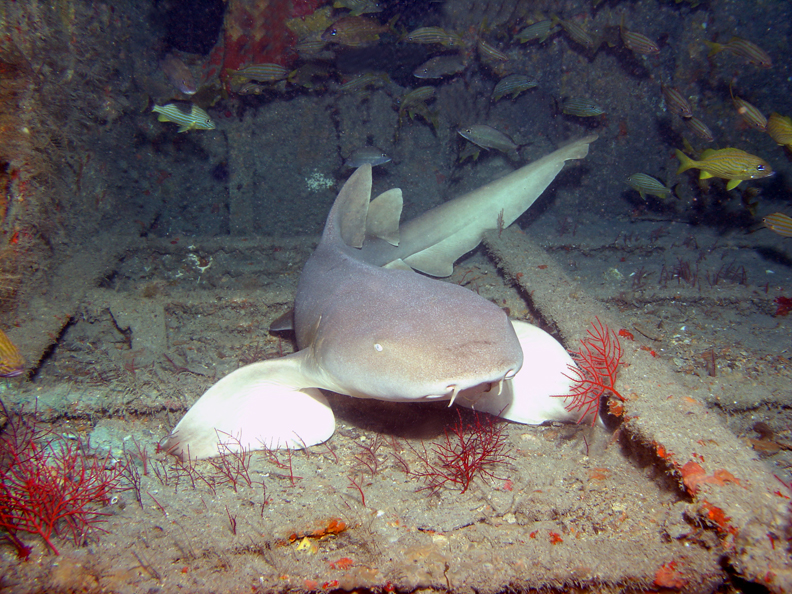
Esemplare di Ginglymostoma cirratum

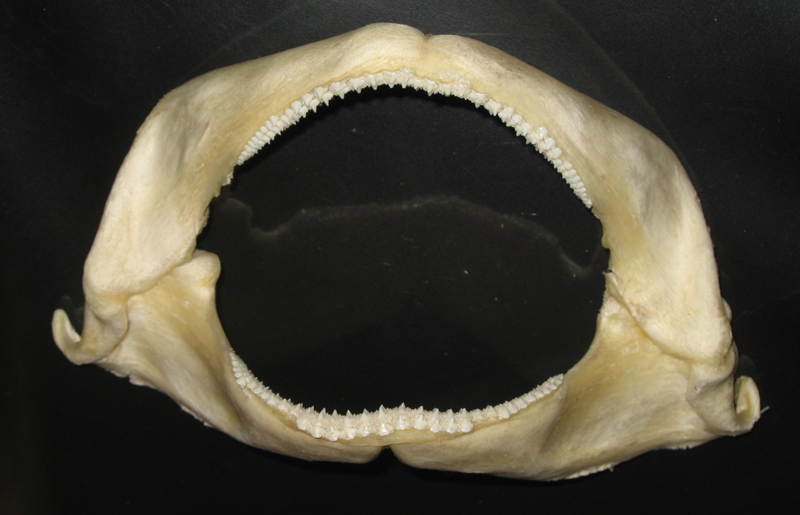
Mandibola di Ginglymostoma cirratum

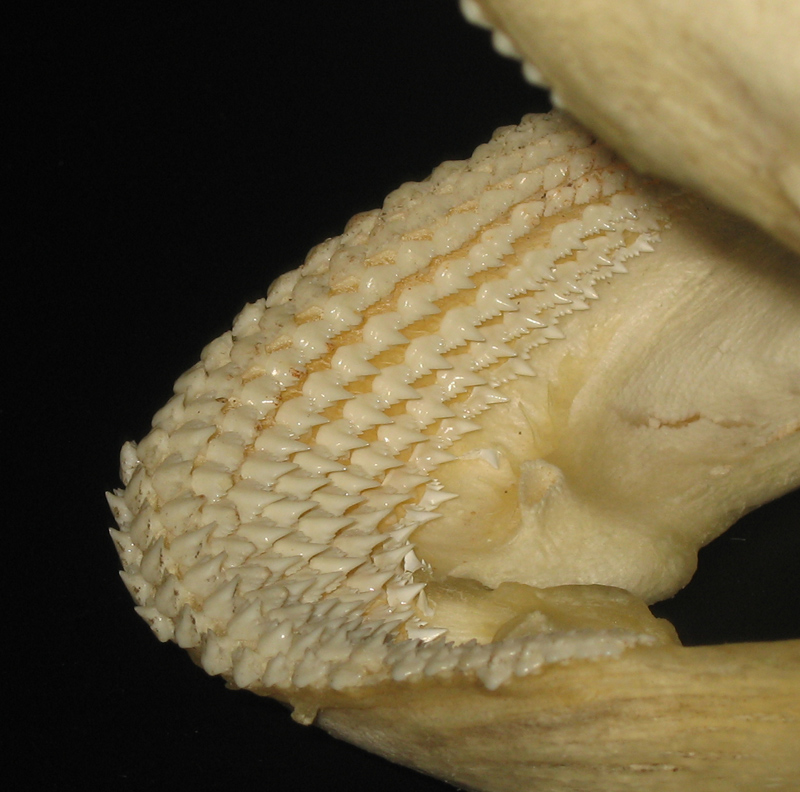
Particolare dei denti di Ginglymostoma cirratum

## Etimologia
Il nome del genere deriva dal greco γίγγλυμος (cerniera) e στῶμα (bocca).

## Descrizione
Lo squalo nutrice possiede una pelle molto dura e un paio di barbigli sotto la bocca, che gli consentono di trovare gli invertebrati di cui si nutre. La piccola bocca e l'ampia faringe costituiscono un potente mezzo di risucchio che permette a questo squalo di cibarsi mentre nuota ad alte velocità.
Lo squalo nutrice ha due pinne dorsali arrotondate e senza spine (con la prima che è molto più grande della seconda), pinne pettorali arrotondate, una pinna caudale allungata (un quarto della lunghezza totale dell’animale) e una testa larga. Ha la bocca molto più avanti rispetto agli occhi, e cinque fessure branchiali. Gli occhi sono chiari, molto piccoli e in posizione laterale tra bocca e branchie. I suoi numerosissimi denti sono corti ed affilati, adatti per frantumare i gusci dei crostacei. Come le altre specie di squali, anche il suo scheletro è costituito da cartilagine, anziché da ossa.
Gli squali nutrice adulti sono di colore brunastro. Gli esemplari appena nati hanno una colorazione maculata che sbiadisce con l'età e sono lunghi circa 30 cm quando nascenti. La lunghezza massima degli adulti è attualmente documentata come 3,08 m, mentre è probabile che i rapporti passati di 4,5 m e pesi corrispondenti fino a 330 kg siano stati esagerati. La lunghezza da adulto varia dai 3 ai 4,3 m e un peso intorno o superiore ai 150 kg.

## Biologia

### Comportamento
Ginglymostoma cirratum trascorre le giornate riposandosi sul fondale, in caverne o crepacci, dove può essere visto in gruppi di individui che, a volte giacciono in pile, uno sopra l'altro.
Sono animali notturni, e trascorrono gran parte del giorno in grandi gruppi inattivi (fino a 40 individui). Restano nascosti sotto sporgenze sommerse o in fessure nel reef; sembrano preferire posti specifici per riposare e vi fanno ritorno ogni giorno dopo la caccia notturna. Durante la notte gli squali sono spesso solitari; trascorrono la maggior parte del tempo cacciando sui fondali marini.

### Alimentazione
Si cibano principalmente di crostacei, molluschi, tunicati, pesci, organismi bivalvi e altri invertebrati come i polpi, i granchi, le aragoste, i gamberetti, i ricci di mare, le lumache di mare.
Si pensa che si cibino dei pesci addormentati, che sarebbero più veloci dello squalo e quindi difficili prede durante la veglia; nonostante la piccola bocca limiti la dimensione delle potenziali prede, gli squali hanno una grande cavità all'interno della gola che permette loro di risucchiare i pesci di cui intendono cibarsi. Gli squali nutrice si possono anche nutrire di alghe e coralli.
Alcuni esemplari sono stati osservati mentre riposavano col corpo retto dalle pinne, creando una sorta di trappola per i crostacei che poi aggrediscono e mangiano.

### Riproduzione
Il periodo di accoppiamento è compreso tra la fine di giugno e quella di luglio. Gli squali nutrice sono ovovivipari, ossia le uova si sviluppano e si schiudono nel corpo della femmina dove il piccolo resta fino alla nascita. Il periodo di gestazione dura sei mesi, e il numero dei cuccioli è solitamente compreso tra 21 e 28. Il ciclo riproduttivo è biennale, poiché la femmina impiega 18 mesi per creare altre uova. I giovani squali di questa specie nascono completamente sviluppati e lunghi circa 30 centimetri. Li caratterizza una colorazione a macchie che sparisce con gli anni.

### Rapporto con gli uomini
La pesca di questi squali non è molto estesa, ma per la loro pigrizia sono facili prede dei pescatori locali. La loro pelle è molto resistente e viene utilizzata in abbigliamenti costosi. La carne viene consumata fresca o conservata sotto sale e il fegato viene utilizzato per produrre olio. Sono stati riportati alcuni attacchi avvenuti senza apparente provocazione da parte dell'uomo, ma generalmente viene considerato innocuo. Raramente risulta disponibile come pesce d'acquario, ma gli esemplari più lunghi di 1m necessitano di vasche di almeno 10.000 litri.
Per quanto inoffensivi possano sembrare gli squali nutrice, sono al quarto posto nei morsi di squalo documentati sugli esseri umani, probabilmente a causa del comportamento incauto dei subacquei dovuto alla natura lenta e sedentaria dello squalo nutrice.

## Distribuzione e habitat
Lo squalo nutrice è solito abitare nei fondali vicino alla costa, nelle acque tropicali e subtropicali. Si trova spesso a 1 metro di profondità, ma può arrivare fino a 12 metri sotto il livello del mare. I suoi habitat comuni sono i reef, i canali tra isole di mangrovie e i fondali sabbiosi. Si trova: nell'Atlantico Occidentale da Rhode Island giù fino alla punta meridionale del Brasile; nell'Atlantico Orientale dal Camerun al Gabon (ma con possibilità di escursioni più profonde a nord o a sud); attorno alle isole caraibiche e in Australia, lungo la Grande Barriera Corallina.
Un tempo si credeva che vivesse anche nel Pacifico Orientale, dalla zona sud della Baja California fino al Perù, ma dal 2015 gli esemplari osservati in questo oceano sono considerati appartenenti ad una specie affine, Ginglymostoma unami.